# Indisk ponny
Indisk ponny är en liten hästras som härstammar från Indien som räknas som ponny även om den ibland når över 148 cm som är den högsta tillåtna mankhöjden för ponny. Den indiska ponnyn har förut varit ett namn på olika sorters korsningar mellan de inhemska indiska och tibetanska ponnyer men sedan 1990 räknas de som en egen ras och de individuella egenskaperna från Spitiponnyn och Bhutiaponnyn har inte lika tydliga. Den indiska ponnyn räknas dock i en Bhutia-typ och en Spitityp. Då många olika korsningar sker med indiska ponnyer är standarden inte fixerad hos rasen och utseendet kan variera. 

## Historia
Förhistoriska lämningar efter hästar har hittats i Siwalikbergen i norra Indien, men man vet inte om dessa hade någon större betydelse för utvecklingen av hästen. De första influenserna på de indiska ponnyerna dök upp för några tusen år sedan med den ström av handelsresande som färdades mellan Kina och Afghanistan. De handelsresande hade troligtvis med sig en del hästar från Eurasien som t.ex. den primitiva Tarpanen och olika sorters orientaliska öken- och stäpphästar. Dessa hästar utvecklades sedan till många olika raser runt om Himalayaområdet, bland annat de indiska Bhutia- och Spitiponnyerna och den tibetanska ponnyn.  
Från början räknades alla slags ponnyer som var korsningar mellan de inhemska indiska ponnyraserna som en indisk ponny. Korsningar mellan Bhutiponnyer och Spitiponnyer samt även tibetanska ponnyer benämndes som indisk ponny. Under många hundra års avel minskade de olika ärvda egenskaperna från ursprungsraserna och den indiska ponnyn fick egna egenskaper. 
Under 1800-talet förekom mycket handel med arabiska fullblod i Indien och dessa hästar har troligtvis haft stora influenser på den indiska ponnyns uthållighet. Inflytandet var dock störst från den mongoliska vildhästen, Przewalski. De indiska ponnyerna kom sedan att selektivt avlas fram i området Punjab där de formades fram till de ponnyer de är idag. Import av en numera utdöd australiensisk häst kallad Waler hjälpte även till att förbättra de lokala stammarna och efter första världskriget korsade man in mer fullblodshästar i rasen för att förbättra dem vilket även gjorde rasen större. 
Sedan 1990 har den indiska ponnyn räknats som en egen ras och många uppfödare har minskat på inkorsningar med de övriga indiska ponnyerna. Dock finns den indiska ponnyn fortfarande i två olika typer, Bhutia-typen och Spiti-typen som har fått sina namn från de indiska ponnyer som ingått i korsningarna.  

## Egenskaper
Den indiska ponnyn har idag en rad olika egenskaper och utseenden då de föds upp både i de varmare och torrare delarna i Punjab och i de svalare bergsregionerna runt Himalaya. Det faktum att flera andra raser ingår i den indiska ponnyn gör att standarden spretar lite hos rasen och det är idag ganska svårt att hitta renrasiga indiska ponnyer. Även om den indiska ponnyns medelhöjd ligger mellan 120 och 130 cm så har utavel med större hästar gjort att en del ponnyer även växer över ponnyhöjden, ända upp till 150 cm.
De finaste exemplaren av den indiska ponnyn utgörs dock av hästar med lång hals och förbluffande starka hovar som ibland är väldigt raka och höga. Huvudet är alldagligt men på en del ponnyer syns det arabiska inflytandet tydligt. Då klimatet i Indien är olämpligt för hästuppfödning är oftast ponnyerna ganska dåligt musklade och med svag exteriör, men ponnyn är tålig, uthållig, billig i drift och lättuppfödd. 
Idag räknas den indiska ponnyn i två olika typer:
- Bhutia-typen är något större på ca 125-130 cm i mankhöjd och de är oftast gråskimmel, men de kan även vara stickelhåriga eller fuxar.
- Spiti-typen blir sällan över 125 cm och är oftast gråskimmel eller brun, men de förekommer även i alla hela färger.